# Bulgarischer Fußballpokal 2009/10
Der Bulgarischer Fußballpokal 2009/10 war die 70. Austragung des Pokalwettbewerbs im Fußball in Bulgarien. Pokalsieger wurde Beroe Stara Sagora. Das Team setzte sich im Finale gegen PFK Tschernomorez Pomorie durch. Durch den Sieg qualifizierte sich Beroe für die 3. Qualifikationsrunde der UEFA Europa League 2010/11.

## Modus
In allen Runden wurden die Begegnungen in einem Spiel entschieden. Bei unentschiedenem Ausgang gab es eine Verlängerung von zweimal 15 Minuten und gegebenenfalls ein Elfmeterschießen.

## Teilnehmer
| A Grupa (16) | B Grupa (31) | B Grupa (31) | W Grupa (4)                                                          |
| --- | --- | --- | -------------------------------------------------------------------- |
| - Beroe Stara Sagora - Botew Plowdiw - Lewski Sofia - Litex Lowetsch - Lokomotive Mesdra - Lokomotive Plowdiw - Lokomotive Sofia - Minjor Pernik - PFK Montana - Pirin Blagoewgrad - Slawia Sofia - OFK Sliwen 2000 - FK Sportist Swoge - Tscherno More Warna - FC Tschernomorez Burgas - ZSKA Sofia | 000Gruppe West - Akademik Sofia - FC Balkan Botewgrad - FC Bansko - FC Bdin Widin - Belite Orli Plewen - Botew Kriwodol - FC Botew Wraza - Etar Weliko Tarnowo - Kom-Minyor Berkowiza - Marek Dupniza - FC Pirin Goze Deltschew - Rilski Sportist Samokow - Septemwri Simitli - FC Tschawdar Etropole - Wichren Sandanski - Widima-Rakowski Sewliewo | 000Gruppe Ost - PFC Brestnik 1948 Plowdiw - PFC Dobrudscha Dobritsch - FC Dunaw Russe - Kaliakra Kawarna - FK Ljubimez 2007 - Minjor Radnewo - PFK Nessebar - Rodopa Smoljan - Panajot Wolow Schumen - FK Sliwengrad - Spartak Plowdiw - Spartak Warna - Swetkawiza Targowischte - Tschernomorez Baltschik - PFK Tschernomorez Pomorie | - OFK Dewnja - Lokomotive Septemwri - FK Mariza Plowdiw - FK Trjawna |

## Vorrunde
Teilnehmer: 4 Drittligisten und 3 Zweitligisten.
| Datum      |                            | Ergebnis  |                          |
| ---------- | -------------------------- | --------- | ------------------------ |
| 30.09.2009 | OFK Dewnja (III)           | 1:5       | PFK Nessebar (II)        |
| 30.09.2009 | FK Mariza Plowdiw (III)    | 3:2 n. V. | FC Balkan Botewgrad (II) |
| 08.10.2009 | Lokomotive Septemwri (III) | 1:3       | FC Botew Wraza (II)      |
|            | FK Trjawna (III)           | Freilos   |                          |

## 1. Runde
Teilnehmer: Die 4 Sieger der Vorrunde und weitere 28 Zweitligisten.
| Datum      |                                | Ergebnis  |                                |
| ---------- | ------------------------------ | --------- | ------------------------------ |
| 20.10.2009 | FK Ljubimez 2007 (II)          | 0:5       | PFC Brestnik 1948 Plowdiw (II) |
| 21.10.2009 | Minjor Radnewo (II)            | 2:1       | Kom-Minyor Berkowiza (II)      |
| 21.10.2009 | Panajot Wolow Schumen (II)     | 0:2       | Tschernomorez Baltschik (II)   |
| 21.10.2009 | FK Trjawna (III)               | 0:1 n. V. | Wichren Sandanski (II)         |
| 21.10.2009 | FC Botew Wraza (II)            | 2:0       | Spartak Warna (II)             |
| 21.10.2009 | PFK Tschernomorez Pomorie (II) | 1:0 n. V. | Botew Kriwodol (II)            |
| 21.10.2009 | FK Sliwengrad (II)             | 1:0       | Akademik Sofia (II)            |
| 21.10.2009 | FK Mariza Plowdiw (III)        | 4:1       | Widima-Rakowski Sewliewo (II)  |
| 21.10.2009 | FC Dunaw Russe (II)            | 2:1 n. V. | Spartak Plowdiw (II)           |
| 21.10.2009 | Belite Orli Plewen (II)        | 2:1 n. V. | PFC Dobrudscha Dobritsch (II)  |
| 21.10.2009 | Septemwri Simitli (II)         | 2:0       | Swetkawiza Targowischte (II)   |
| 21.10.2009 | Marek Dupniza (II)             | 4:0       | PFK Nessebar (II)              |
| 21.10.2009 | FC Bdin Widin (II)             | 0:1       | Rilski Sportist Samokow (II)   |
| 21.10.2009 | FC Pirin Goze Deltschew (II)   | 2:0       | Etar Weliko Tarnowo (II)       |
| 21.10.2009 | FC Tschawdar Etropole (II)     | 1:0       | FC Bansko (II)                 |
| 21.10.2009 | Kaliakra Kawarna (II)          | 03:0 1    | Rodopa Smoljan (II)            |

## 2. Runde
Teilnehmer: Die 16 Sieger der 1. Runde und die 16 Erstligisten.
| Datum      |                                | Ergebnis              |                              |
| ---------- | ------------------------------ | --------------------- | ---------------------------- |
| 24.11.2009 | OFK Sliwen 2000 (I)            | 1:0                   | Pirin Blagoewgrad (I)        |
| 25.11.2009 | FC Botew Wraza (II)            | 2:0                   | Tschernomorez Baltschik (II) |
| 25.11.2009 | Wichren Sandanski (II)         | 0:0 n. V. (3:4 i. E.) | Slawia Sofia (I)             |
| 25.11.2009 | PFK Tschernomorez Pomorie (II) | 3:0                   | FC Dunaw Russe (II)          |
| 25.11.2009 | Marek Dupniza (II)             | 2:0                   | Belite Orli Plewen (II)      |
| 25.11.2009 | FK Sliwengrad (II)             | 0:1                   | ZSKA Sofia (I)               |
| 25.11.2009 | Rilski Sportist Samokow (II)   | 0:2                   | FC Tschawdar Etropole (II)   |
| 25.11.2009 | Lokomotive Sofia (I)           | 2:1                   | Botew Plowdiw (I)            |
| 25.11.2009 | Kaliakra Kawarna (II)          | 2:0                   | Lokomotive Plowdiw (I)       |
| 25.11.2009 | FK Mariza Plowdiw (III)        | 3:1                   | Minjor Radnewo (II)          |
| 25.11.2009 | Lokomotive Mesdra (I)          | 3:0                   | FK Sportist Swoge (I)        |
| 25.11.2009 | FC Tschernomorez Burgas (I)    | 0:2                   | Tscherno More Warna (I)      |
| 02.12.2009 | Septemwri Simitli (II)         | 0:0 n. V. (4:5 i. E.) | Minjor Pernik (I)            |
| 03.12.2009 | FC Pirin Goze Deltschew (II)   | 0:4                   | Litex Lowetsch (I)           |
| 09.12.2009 | PFC Brestnik 1948 Plowdiw (II) | 0:2                   | Lewski Sofia (I)             |
| 10.12.2009 | PFK Montana (I)                | 0:1                   | Beroe Stara Sagora (I)       |

## Achtelfinale
| Datum      |                                | Ergebnis  |                            |
| ---------- | ------------------------------ | --------- | -------------------------- |
| 12.12.2009 | Minjor Pernik (I)              | 1:0       | OFK Sliwen 2000 (I)        |
| 12.12.2009 | PFK Tschernomorez Pomorie (II) | 1:0       | FC Botew Wraza (II)        |
| 12.12.2009 | Marek Dupniza (II)             | 1:5       | Kaliakra Kawarna (II)      |
| 12.12.2009 | FK Mariza Plowdiw (III)        | 0:1 n. V. | FC Tschawdar Etropole (II) |
| 12.12.2009 | Lokomotive Sofia (I)           | 1:2       | Slawia Sofia (I)           |
| 12.12.2009 | ZSKA Sofia (I)                 | 1:0       | Litex Lowetsch (I)         |
| 13.12.2009 | Lokomotive Mesdra (I)          | 0:3       | Beroe Stara Sagora (I)     |
| 13.12.2009 | Tscherno More Warna (I)        | 4:1       | Lewski Sofia (I)           |

## Viertelfinale
| Datum      |                                | Ergebnis              |                         |
| ---------- | ------------------------------ | --------------------- | ----------------------- |
| 31.03.2010 | PFK Tschernomorez Pomorie (II) | 2:0                   | Minjor Pernik (I)       |
| 31.03.2010 | Beroe Stara Sagora (I)         | 1:0                   | ZSKA Sofia (I)          |
| 31.03.2010 | FC Tschawdar Etropole (II)     | 0:0 n. V. (4:2 i. E.) | Slawia Sofia (I)        |
| 31.03.2010 | Kaliakra Kawarna (II)          | 0:0 n. V. (3:2 i. E.) | Tscherno More Warna (I) |

## Halbfinale
| Datum      |                                | Ergebnis              |                        |
| ---------- | ------------------------------ | --------------------- | ---------------------- |
| 28.04.2010 | PFK Tschernomorez Pomorie (II) | 1:1 n. V. (3:0 i. E.) | Kaliakra Kawarna (II)  |
| 28.04.2010 | FC Tschawdar Etropole (II)     | 0:1                   | Beroe Stara Sagora (I) |

## Finale
| Paarung                   | PFK Tschernomorez Pomorie – Beroe Stara Sagora |
| Ergebnis                  | 0:1 (0:0) |
| Datum                     | 5. Mai 2010 |
| Stadion                   | Gradski Stadion, Lowetsch |
| Zuschauer                 | 5.250 |
| Schiedsrichter            | Nikolaj Jordanow |
| Tore                      | 0:1 Dontscho Atanasow (90.+2') |
| PFK Tschernomorez Pomorie | Janko Georgiew – Kostadin Welkow, Miroslaw Kojew, Malin Oratschew , Plamen Dimow – Emanuil Manew, Georgi Tschakarow (89. Galin Dimow), Georgi Kostadinow, Stanimir Mitew, Zwetan Filipow (90. Wenelin Filipow), Jani Pechliwanow Cheftrainer: Petar Chubtschew |
| Beroe Stara Sagora        | Boja Pejkow – Sdrawko Iliew, Stanislaw Batschew, Atanas Atanasow (46. Todor Todorow), Iwo Iwanow – Dijan Gentschew (71. Nikolaj Stankow), Slawi Schekow, , Petar Kostadinow – Iskren Pisarow, Georgi Andonow, Dontscho Atanasow Cheftrainer: Ilian Iliew       |
| Gelbe Karten              | Georgi Kostadinow – keine |